# 亞速斯科耶 (占科伊區)
亞速斯凱（烏克蘭語：Азовське），又按俄语名译为亚速斯科耶（俄语：Азовское），是法理上乌克兰克里米亚自治共和国占科伊区的市级镇，但事实上是俄罗斯克里米亞共和國占科伊区的市级镇。該鎮處於占科伊東南面，面積4.6平方公里，海拔高度26米，2013年人口数量为3,798人，人口密度每平方公里825.65人。
於克里米亞被俄羅斯吞併，該鎮暫時不受烏克蘭政府控制。